# 索杰纳·特鲁思
索杰纳·特魯思（英語：Sojourner Truth，1797年—1883年11月26日），本名伊莎貝拉·“贝尔”·鮑姆弗里（Isabella "Bell" Baumfree），美國著名早期婦女權益運動、廢奴主義人物。1843年，她因認為自己被上帝鼓勵去宣講廢奴主義而改名，Sojourner的意思是「棲身者」，Truth即「真理」。

## 紀念
特魯思與伊莉莎白·卡迪·斯坦頓、艾蜜莉亞·布盧默和哈莉特·塔布曼一同被記在美國聖公會的聖人曆中的7月20日，供後人紀念。